# Perdida (1976)
Perdida é um filme brasileiro de 1976, do gênero drama, dirigido e roteirizado por Carlos Alberto Prates Correia, vencedor de diversos prêmios, incluindo o Golfinho de Ouro de 1977. Músicas originais de Tavinho Moura, Murilo Antunes e Zézinho da Viola. Produção executiva do diretor e de Zelito Viana.

## Sinopse
Estela é uma humilde doméstica constantemente abusada pelos patrões em Rio Verde. Não suportando mais, ela sai sem rumo e vai parar num restaurante de estrada quando resolve aceitar ajuda do caminhoneiro Julio César. Ela se apaixona por ele mas o homem não quer compromisso e a deixa no prostíbulo de Dona Emília, onde se torna a prostituta conhecida como Janete. Um dos clientes, o jornalista local e aspirante a poeta Zeca de Oliva se apaixona por ela e quer se casar, mas a moça ainda espera pelo caminhoneiro. Ocorre uma tragédia então Estela resolve novamente mudar de vida e vai trabalhar numa fábrica até que se reencontra com Júlio, que quer que ela volte ao prostíbulo.

## Elenco
- Maria Sílvia (Estela/Janete)
- Helber Rangel (Zeca de Oliva)
- Alvaro Freire (Júlio César)
- Silvia Cadaval (Neusa)
- Maria Alves (Marizona)
- Thaís Portinho (Fernanda)
- Thelma Reston (Dona Emília)
- Maria Ribeiro(Sá Maria)
- Wilson Grey (Seu Viriato)
- Lupe Gigliotti (Dona Biênia)
- Fernando José (Seu Malaquias)
- Ângela de Castro (Terezinha)
- Ana Aben-Athar
- José Lavigne
- Jorge Botelho (Amigo do carro)
- José Steinberg
- Carlos Wilson (Barbeiro)
- Fábio Camargo (Faxineiro da zona)
- Paschoal Villaboim (Gigolô da faxina)
- Haroldo Pereira (Linotipista)
- Luiz Rosemberg (Voyeur do bar do posto)
- Tavinho Moura (Cantor)
- Mário Murakami (Japonês)
- Charles Stone (Assassino de Zeca)

## Principais prêmios e indicações
Vencedor do Golfinho de Ouro de 1977, Coruja de Ouro de 1977 (melhor filme, trilha sonora e prêmio especial) e Prêmio Governador do Estado de São Paulo de 1978 (direção, roteiro, ator, atriz e trilha musical).